# Eberhard Bacmeister
Eberhard Bacmeister (* 8. September 1659 in Tübingen; † 17. April 1742 in Aurich) war ein deutscher Mediziner, fürstlich-ostfriesischer Leibarzt sowie Regierungs- und Konsistorialrat.

## Leben und Wirken
Über die frühen Jahre von Eberhard Bacmeister, dem Sohn des württembergischen Oberrats und Kammerprokurators Heinrich Bacmeister und der Anna Barbara Seefried (1629–1676) ist kaum etwas bekannt. Nach seinem Medizinstudium muss er sich wohl im Raum Stuttgart niedergelassen und dort einen guten Ruf erworben haben. Gemäß den Aufzeichnungen im sechsten Band der „Ostfriesischen Geschichten“ von Tileman Dothias Wiarda wurde Eberhard Bacmeister im Jahr 1684 von dem regierenden Herzog Friedrich Karl von Württemberg-Winnental, seiner Schwester Christine Charlotte von Württemberg, der amtierenden Fürstregentin von Ostfriesland, anlässlich ihres Besuches am Stuttgarter Hofe als ihr persönlicher Leibarzt empfohlen.
Bacmeister begleitete die Fürstregentin und deren Sohn Christian Eberhard von Ostfriesland im Jahre 1686 auf den Reisen nach Bayreuth und Wien. In Wien glückte es Bacmeister, den an Pocken schwer erkrankten Sohn zu heilen. Im Jahre 1689 kehrten die Fürstregentin und ihr Sohn zum Hofe nach Aurich zurück und Bacmeister blieb fortan in ihrem Hofstab. Hier war Bacmeister nun hauptsächlich für die weitere medizinische Versorgung des ab 1690 regierenden Christian Eberhard zuständig, da dieser stets anfällig für Krankheiten war und ständiger ärztlicher Überwachung bedurfte. Darüber hinaus übernahm er im Auftrag des Fürstenhauses die kostenlose medizinische Versorgung der Armen in Aurich.
Dank des großen Vertrauens am Hofe wurde Bacmeister weiteren fürstlichen Familienmitgliedern als Leibarzt empfohlen. So bat ihn beispielsweise der Herzog Ludwig Rudolf von Braunschweig-Wolfenbüttel Ende August 1691 bei der Niederkunft seiner Gemahlin Christine Luise von Oettingen-Oettingen, und der Geburt der Elisabeth Christine von Braunschweig-Wolfenbüttel, der späteren Ehefrau Karls VI. zu assistieren.
Bacmeister begleitete den Fürsten Christian Eberhard ebenso wie dessen Ehefrau Eberhardine Sophie zu Oettingen-Oettingen (1666–1700) auf ihren zahlreichen Reisen. Dabei konnte nicht verhindern, dass sich der Gesundheitszustand der Fürstengattin, die seit der Geburt ihres zehnten Kindes Christine Charlotte am 17. September 1699 ständig kränkelte und mittlerweile auch erneut schwanger war, nach einer dieser strapaziösen Reisen derart verschlechterte, so dass sie am 30. Oktober 1700 verstarb. Nachdem am 30. Juni 1708 auch Fürst Christian Eberhard verstorben war, schenkte dessen Sohn und Nachfolger Georg Albrecht von Ostfriesland Bacmeister ebenfalls sein vollstes Vertrauen und übernahm diesen als seinen offiziellen Leibarzt auf Lebenszeit.
Während der vielen Jahre am fürstlichen Hofe zu Aurich hatte sich zwischen Eberhard Bacmeister und dem Fürsten Christian Eberhard ebenso wie später auch mit dessen Sohn Georg Albrecht ein tiefes Vertrauens- und Freundschaftsverhältnis entwickelt, infolgedessen der Fürst ihn 1699 zum Regierungsrat in seinem Regierungskollegium ernannte, wodurch Bacmeister auch Sitz und Stimme im Konsistorium erhielt. Dort geriet Bacmeister häufig mit dem Oberhofprediger und Generalsuperintendenten Johann Theodor Heinson aneinander, der ihn im Konsistorium als Mediziner und bekennenden Pietisten in theologischen Fragen für nicht kompetent hielt. Bacmeister war sich jedoch seiner Sache und der Rückendeckung durch den Fürsten sicher, so dass Heinson 1711 genervt nach Hamburg wechselte und an dessen Stelle der Theologe Levin Coldewey zum Superintendenten für das gesamte Harlinger Land beordert wurde.

## Familie
Eberhard Bacmeister war in erster Ehe verheiratet mit Maria Elisabeth Eckmeyer († 1700), mit der er zwei Söhne hatte, von denen Heinrich Sigismund Bacmeister (1695–1772) später Hofgerichtsassessor und Stadtsyndikus von Stade wurde und Coldeweys Tochter Catharina Amalia (* 1705) heiratete. Nach Marias Tod heiratete Eberhard noch Juliane Elisabeth Görgens (1677–1752), die ihm ebenfalls noch zwei Söhne gebar. Der Ältere, Georg Albrecht Bacmeister (1702–1785) wurde ein angesehener Regierungs- und Konsistorialrat in Aurich und der jüngere Sohn, Matthias Jakob Bacmeister (1704–1775) folgte seinem Vater als Mediziner und wurde ebenfalls am ostfriesischen Hofe bis zur Übernahme durch das Königreich Preußen im Jahre 1744 als Leibarzt bestellt. Anschließend ließ er sich in Bremen nieder.
Durch den Zuzug Eberhard Bacmeisters nach Ostfriesland gilt er als Stammvater eines bedeutenden und sich wiederum weit verbreitenden Zweiges der ursprünglich niedersächsischen Familie Bacmeister, deren Nachkommen später mehrheitlich Ostfriesland verließen. Zu diesem ostfriesischen Zweig der Familie gehören einige Generationen später unter anderem die Generäle Ernst von Bacmeister und Hugo Karl August Bacmeister aber auch der mexikanische Botschafter Enrique Bacmeister Gudiño aus einem nach Mexiko ausgewanderten Ast an.